# Shannonomyia septempunctata
Shannonomyia septempunctata är en tvåvingeart som beskrevs av Alexander 1939. Shannonomyia septempunctata ingår i släktet Shannonomyia och familjen småharkrankar. Inga underarter finns listade i Catalogue of Life.